# Constitution de la Biélorussie
Lire en ligne

Consulter

La Constitution de la Biélorussie (biélorusse : Канстытуцыя Рэспублікі Беларусь, russe: Конституция Республики Беларусь) est la constitution adoptée en 1994 par la Biélorussie.
Elle est, trois ans après que le pays a proclamé son indépendance de l'Union des républiques socialistes soviétiques, le document officiel qui établit le cadre du gouvernement biélorusse et énumère les droits et les libertés de ses citoyens. La Constitution a été rédigée par le « Soviet suprême de Biélorussie », l'ancien organe législatif du pays, et a été améliorée par des citoyens et des experts juridiques.
Le contenu de la constitution comprend le préambule, les neuf chapitres et 146 articles. La structure et la substance de la constitution ont été fortement influencés par les constitutions des puissances occidentales et par les « expériences » biélorusses dans l'ère soviétique.

## Source
- (en) Cet article est partiellement ou en totalité issu de l’article de Wikipédia en anglais intitulé « Constitution of Belarus » (voir la liste des auteurs).

## Compléments